# Méphédrone
Ne doit pas être confondu avec méthédrone.
La méphédrone, aussi appelée M-CAT ou Miaou Miaou, et dont le nom chimique est 4-méthylméthcathinone (abrégé en 4-MMC), est un stimulant empathogène synthétique de la classe des cathinones, généralement considérée comme un nouveau produit de synthèse (NPS), appartenant à la famille des phényléthylamines (contenant entre autres la MDMA et l’amphétamine).
Sa structure est proche de celle de la méthcathinone.
Depuis le 3 décembre 2010, la méphédrone est interdite dans l'Union européenne.

## Origines
Il s'agit d'une molécule de synthèse dérivée de la cathinone, l'alcaloïde du khat (que l'on trouve essentiellement dans l'est de l'Afrique).
Elle est généralement synthétisée à grande échelle en Chine malgré son interdiction en 2010  ou dans des laboratoires clandestins mobiles.
La méphédrone est ensuite soit conditionnée sous la forme de capsules ou de comprimés, soit vendue en vrac sous la forme d'une poudre blanche.

## Histoire
D'après l'Observatoire européen des drogues et des toxicomanies, la synthèse de la méphédrone a été pour la première fois rapportée en 1929 par Saem de Burnaga Sanchez dans le Bulletin de la Société chimique de France, sous le nom « toluyl-alpha-monométhylaminoéthylcétone ».
Elle est réapparue en 2006 en Israël, vendue en ligne comme « smart-drug » par la société Neorganics.
Les effets du produit, fortement stimulant et avec une descente plus douce que de nombreux produits proches, ainsi que son faible coût créent un engouement pour la méphédrone un peu partout en Europe à partir de l'année 2007. Ce phénomène a été particulièrement important au Royaume-Uni où de véritables entreprises de livraison à domicile se sont créées, profitant du vide juridique provisoire concernant cette molécule, ainsi que de la demande accrue à la suite de certains articles parus dans la presse à scandale.
Entre 2007 et 2010, quinze pays européens ont interdit la méphédrone, parmi lesquels la Suède, le Royaume-Uni et la France. Cependant, elle restait licite dans douze États. Le 20 octobre 2010, la Commission européenne a proposé d'interdire la production et la consommation de la méphédrone dans toute l'Union européenne. Cette proposition a été adoptée par le Conseil des ministres qui représente les États membres, le 3 décembre 2010.
Au cours de la décennie 2010, la drogue est de plus en plus populaire en Russie.

## Synthèse
La méphédrone peut être synthétisée en ajoutant sous agitation du dibrome à la 4-méthylpropiophénone dissoute dans de l'acide acétique glacial générant ainsi la 4'-méthyl-2-bromopropiophénone sous la forme d'une huile.
Le mélange réactionnel est alors dissous dans du dichlorométhane CH2Cl2 et cette solution est ajoutée goutte à goutte à un mélange de chlorure d'ammonium, de  méthylamine et de triéthylamine dans du dichlorométhane.
La phase organique est alors lavée avec une solution aqueuse d'acide chlorhydrique. Après décantation, la phase aqueuse est neutralisée avec de l'hydroxyde de sodium puis lavée avec du dichlorométhane.
Après séchage de la phase organique et évaporation du solvant, le résidu huileux est repris avec de l'éther éthylique anhydre. On fait passer un courant d'acide chlorhydrique gazeux dans cette solution sous agitation donnant un précipité qui est filtré et séché permettant l'obtention du chlorure d'ammonium de la 4-méthylméthcathinone.

## Pharmacologie
La méphédrone provoque vraisemblablement une libération massive mais de courte durée de la sérotonine et de la dopamine dans le cerveau humain. Lors d'essais chez le rat[réf. nécessaire], elle provoque une augmentation spectaculaire du taux de dopamine et de sérotonine dans le noyau accumbens : respectivement 500% et 950%. Cette réplétion est supérieure à celle induite par la MDMA[réf. nécessaire] et à beaucoup d'amphétamines, ce qui expliquerait le potentiel addictif de la molécule,.

## Effets et conséquences

### Effets recherchés
Ses effets sont proches de ceux de la MDMA et de l’amphétamine mais sont moins puissants à dose égale de produit pur : 
- désinhibition ;
- sensations d'énergie et de forme (plus de performances physiques) ;
- coupe-faim (anorexigène) ;
- sensations de bien-être, d'euphorie et de bonheur intense ;
- sensation d'empathie ;
- exacerbation des sens (notamment tactile et sensibilité à la musique) ;
- ivresse, sensation de déséquilibre et d'étourdissement.

### Effets néfastes et toxicité
Les effets néfastes faisant suite à une prise de méphédrone sont très proches de ceux de l'amphétamine, la descente pouvant provoquer des paranoïas, des troubles cardiaques avec risque d'infarctus dû à une vasoconstriction locale, mais en 2010, il est très difficile d'appréhender la toxicité de la méphédrone faute de recul et d'études scientifiques sérieuses,.
Toutefois, celle-ci serait impliquée dans de nombreux cas d'hospitalisation en Grande-Bretagne. L'interdiction de ce produit au Royaume-Uni, suivie ensuite par d'autres pays, a été prononcée sur la base de déclarations de la police britannique affirmant que trois jeunes personnes étaient décédées à la suite de son absorption. Mais après analyse des toxicologues, il s'avère que ces trois personnes n'avaient pas consommé de méphédrone.
Selon une étude de la Commission européenne, la méphédrone est la cause directe d'au moins deux décès dans l'Union européenne et serait impliquée dans trente-sept décès au Royaume-Uni et en Irlande.

## Dosage et modes de consommations

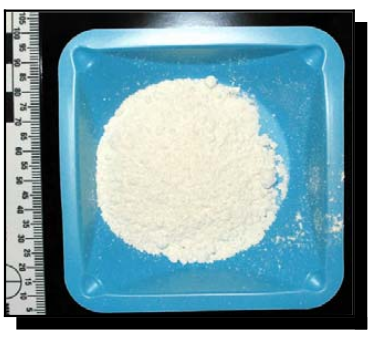
Poudre de méphédrone (saisie de police Oregon, USA, 2009)

Une dose orale moyenne de méphédrone se situerait entre 100 et 200 mg, avec des effets se faisant ressentir entre 15 minutes et une heure après la prise, suivant que le consommateur est à jeun ou non, et durant généralement entre 2 et 5 heures. Une dose nasale (ou sniffée) serait de 20 à 80 mg, les effets commençant quelques minutes après la prise et durant moins longtemps que par voie orale. Injectée par voie intraveineuse, les effets de la méphédrone débuteraient quelques secondes après la prise.
La méphédrone peut également être fumée, ou « pluggée » (voie rectale), avec des dosages et des durées d'effets variables.